# Aija Andrejeva
Aija Andrejeva (* 16. ledna 1986 Ogre, Lotyšská SSR, Sovětský svaz), dříve vystupující pod uměleckým jménem Aisha [aiša], je lotyšská zpěvačka.

## Kariéra

### Calis'91, Nová vlna a Baltic Song Contest
Narodila se v rodině sólisty lotyšské hard rockové kapely Opus Pro Olega Andrejeva.
Ve věku 5 let obsadila 2. místo v soutěži mladých zpěváků Calis'91.
Reprezentovala Lotyšsko na soutěži Nová vlna 2009 v lotyšské Jūrmale a vyhrála cenu sympatie Diamantová vlna.
Dne 24. července 2010 ve švédském městě Karlshamn vyhrála Baltic Song Contest 2010. Během koncertu zazpívala dvě skladby - What For? a You really got me going.

### Eurovision Song Contest 2010
Dne 27. února 2010 vyhrála lotyšské národní finále Eirodziesma 2010 a reprezentovala Lotyšsko na Eurovision Song Contest 2010 v norské obci Bærum s písní What For?.
Nedostala se do finále soutěže z 1. semifinále konaného 25. května a skončila na poslední pozici.
Následující rok vyhlašovala lotyšské hlasy, kdy 12 bodů dostala Itálie.

## Diskografie (pouze alba)
- Tu un es (2006)
- Viss kārtībā, Mincīt! (2008)
- Dvēselīte (2009)
- Mežā (2013)
- Mēs pārejam uz Tu (2018)

| Lotyšsko na Eurovision Song Contest | Lotyšsko na Eurovision Song Contest | Lotyšsko na Eurovision Song Contest  |
| ----------------------------------- | ----------------------------------- | ------------------------------------ |
| Předchůdce: Intars Busulis "Probka" | 2010 Aija Andrejeva                 | Nástupce: Musiqq "Angel in Disguise" |